# Diaptomus saskatchewanensis
Diaptomus saskatchewanensis är en kräftdjursart som beskrevs av Wilson. Diaptomus saskatchewanensis ingår i släktet Diaptomus och familjen Diaptomidae. Inga underarter finns listade i Catalogue of Life.